# Palazzo Belgioioso
Le palazzo Belgioioso (ou Belgiojoso) est un palais monumental situé sur la place homonyme de la ville de Milan, en Lombardie.
Réalisé par Giuseppe Piermarini entre 1772 et 1787, pour le prince Alberico Belgioioso XII d'Este, le palais est considéré comme l'un des plus beaux exemples de l'architecture néoclassique milanais, avec La Scala.

## Architecture
Pour sa construction, l'architecte Piermarini s'inspire du modèle de Luigi Vanvitelli de la Reggia di Caserta en introduisant le style néoclassique qui dominera l'urbanisme de Milan dans les années suivantes.
Les façades symétriques sont marquées par des pilastres et chacune par la présence de vingt-cinq portes fenêtres et trois portails d'entrée. À l'intérieur, le bâtiment s'articule principalement autour d'une cour centrale portiquée sur deux côtés d'où l'on accède à un escalier monumental puis au piano nobile avec une galerie à la voûte décorée d’une fresque de Martin Knoller.